# Autricum
 (septembre 2023).
Si vous disposez d'ouvrages ou d'articles de référence ou si vous connaissez des sites web de qualité traitant du thème abordé ici, merci de compléter l'article en donnant les références utiles à sa vérifiabilité et en les liant à la section « Notes et références ».
La ville antique d'Autricum (Chartres) et le pagus carnutenus (pays chartrain) qu'elle administrait ne doivent pas être confondus avec le reste du pays du peuple des Carnutes.
Autricum était le nom d'une cité du peuple gaulois des Carnutes, considérée généralement comme leur capitale, située à l'emplacement de l'actuelle ville de Chartres, en Eure-et-Loir.
Jusqu'à la conquête romaine de -52 av. J.C., la cité et sa région occupaient un rôle des plus importants de la religion de toute la Gaule. 

## Toponymie
Le nom d'Autricum est la romanisation du nom gaulois donné à la rivière de l'Eure qui la traverse : Autura > *Autur-īko > Autricum).

## La cité gauloise
Autricum – que César ne cite jamais – a été identifiée comme se trouvant à Chartres grâce à la table de Peutinger (qui en estropie d'ailleurs le nom) et passe pour être la capitale des Carnutes, car son pagus a pris nom du peuple éponyme au Bas-Empire : pagus carnutenus (« pays chartrain »). Alors que Cenabum (l'actuelle ville d'Orléans) a laissé des traces archéologiques, épigraphiques et littéraires indiscutables, ne sont identifiés pour le premier Autricum gaulois, que des parties du fossé de l'oppidum, et deux secteurs d'occupation. On ne sait toujours pas bien s'il faut penser à un établissement plus ou moins fortifié sur l'éperon qui porte aujourd'hui la cathédrale, ou s'il s'agissait d'un « oppidum de vallée », lié à la rivière et peut-être à la batellerie,.
Par l'Eure, les Carnutes devaient communiquer avec le bassin de la Seine, la Gaule belgique et sans doute l'Armorique. Par la Belsia, ils pouvaient rejoindre les villes de Blesum et de Cenabum, toutes deux également d'ethnie carnute, bien que de nombreux indices montrent que le centre du pagus carnutenus (établi autour d'Autricum) était assez éloigné de Cenabum.
De même, les relations des Carnutes avec les autres peuples semblent privilégier l'est et le nord (les Sénons, les Rèmes…) plutôt que le sud où les Bituriges, alliés étroits des Éduens, font plutôt figures d'ennemis. Pour le commerce comme pour la politique, Autricum-Chartres a probablement joué un rôle beaucoup plus important que la lacune des sources ne permet de l'établir.
Les fouilles de sauvetage entre 2003 et 2005, notamment sur la place des Épars et le boulevard Chasles, apportent d'importantes connaissances nouvelles sur l'Autricum gallo-romaine, et pour la période gauloise ont mis au jour une nécropole à incinération datée des environs du milieu du Ier siècle av. J.-C..

### L'assemblée annuelle des druides
L'assemblée des druides est ainsi présentée dans la Guerre des Gaules de Jules César : 

« Tous les druides n'ont qu'un seul chef dont l'autorité est sans bornes. S’il décède, le plus éminent en dignité lui succède ; si toutefois plusieurs se valent, l'élection a lieu par le suffrage des druides, et la place est quelquefois disputée par les armes. À une époque déterminée de l'année, ils s'assemblent aux confins du pays des Carnutes, région qui passe pour être le centre de toute la Gaule, en un lieu consacré . Là se rendent de toutes parts ceux qui ont des différends, et ils se soumettent aux jugements et aux décisions des druides. »

Rien n'indique dans ce texte ni dans les données archéologiques que ce site soit Autricum.

## La période gallo-romaine

### La ville durant le Haut-Empire
Autricum devient une grande cité durant le Haut-Empire, où s'élèvent plusieurs monuments publics de grande dimension. L'époque augustéenne voit l'installation d'un réseau de routes. La ville est cependant tenue à l'écart des grandes voies romaines en Gaule qui participent à la hiérarchisation des villes gallo-romaines.
Autricum est partagée entre ville basse et ville haute, desservies chacune par un aqueduc. Cette division spatiale se maintient dans les époques ultérieures du développement urbain de Chartres. La cité est protégée par des buttes de terre réorganisée autour d'un forum. Les deux acqueducs s’étendent du côté du nord du plateau et le long des berges de la rivière.
Dans la ville haute se trouvent plusieurs monuments politiques, culturels et religieux de grande dimension. Au Nord, se trouve un grand bâtiment de plus de 80 mètres de long, adossé au pied du coteau et soutenu par des murs de terrasse. L'éperon formé par la rencontre des vallées de l’Eure et du Couesnon accueille peut-être le forum de la ville, sur le site de l'actuelle rue Sainte-Thèrese. Les traces d'un ancien amphithéâtre gallo-romain sur la pente du plateau ont été découvertes en 1965 aux alentours et sous l'église Saint-André dont on retrouve des vestiges dans les murs de l'une des cryptes.  
Les fouilles réalisées à l'emplacement de la place des Halles ont mis en évidence les vestiges d'une voie empierrée de 9 mètres de largeur, longée par des maisons du même type que celles découvertes sur le site Pasteur à Chartres. Des vestiges des plus belles demeures (domus), parfois ornées de fresques, ont été retrouvés à la place des Épars et dans le secteur des Grandes-Filles-Dieu. Les habitations sont souvent construites en matériaux périssables : poteaux plantés, reposant sur des blocs ou des solins enterrés non maçonnés, élévations en torchis.
Deux cimetières gallo-romains s'étendent dans le nord-ouest et les sections du sud-est de la ville antique, et d'autres probablement dans le sud-ouest (Bedon et al., 1988).

### Autricum durant l'Antiquité tardive
La ville connaît sans doute un certain déclin au cours de l'Antiquité tardive, attesté par les fouilles menées sur le site qui concluent à la survenue de grands changements dès le milieu ou à la fin du IIIe siècle. 
Certains quartiers résidentiels et artisanaux actifs durant la période du Haut-Empire semblent avoir été abandonnés à cette période, avec pour conséquence une diminution de la superficie de la ville. Les recherches menées à Chartres concluent également à l'absence probable d'enceinte fortifiée (le castrum). La ville compte cependant parmi les villes les plus étendues de Gaule à cette époque, avec une superficie comparable à celle de Reims et de Bordeaux.
Vers 330, la cité des Carnutes voit son territoire être amputé au profit de Cenabum (l'actuelle Orléans), qui devient indépendante. Autricum devient alors la nouvelle capitale des Carnutes. Cette réorganisation territoriale, qui est peut-être la conséquence des réformes de Dioclétien, entérine l'importance déclinante d'Autricum au plan notamment économique vis-à-vis de sa rivale.
Autricum reste cependant une ville importante d'un point de vue administratif et religieux puisque celle-ci est le siège d'un évêché au IVe siècle.

## Vestiges archéologiques

### Le sanctuaire
Le grand sanctuaire dit de « Saint-Martin-au-Val » (en raison de sa proximité avec l'église éponyme) se trouve à moins d'un kilomètre au sud du centre administratif et politique de l'époque antique, dans l'actuel quartier Saint-Brice. Ce sanctuaire qui s'étend sur dix hectares est composé de plusieurs bâtiments, fouillés deux à trois mois par an.
Depuis 2017, les recherches se sont concentrées successivement sur deux fontaines monumentales situées en façade est du grand sanctuaire. Ces bâtiments illustrent le savoir-faire et le raffinement « à la romaine ». Deux grand bassins quadrangulaires en marbre blanc de Turquie ont conservé les restes inédits de plafonds à caissons en bois peints et sculptés. Une seule découverte significative similaire avait été réalisée précédemment sur le site de la villa de Telephus à Herculanum en Italie, en 2010.
Un premier bassin d'apparat de 5,50 mètres de côté au décor central quadrilobé en marbre blanc veiné rose contenait les restes du plafond peint . Deux autres bassins furent également découverts en 2022, distants d'environ 6 mètres et d'une profondeur de plus de  2 mètres.Le deuxième bassin avec son entrée au milieu de la margelle ouest, était probablement destiné aux ablutions préliminaires avant d'accéder au sanctuaire et à l'autel d'Apollon. L'autre étant plus un bassin d'apparat

### Les rues
Des fouilles dans le centre-ville de Chartres ont apporté des éléments novateurs sur l’organisation urbaine de cette grande capitale de la Gaule romaine, son rythme d’urbanisation et les modifications du statut social d’un de ses quartiers.
Les rues sont empierrées et constituées de gravillons de silex, bordées de fossés de drainage, de caniveaux puis des trottoirs de 2,40 mètres de large, limités par des murs qui devaient être couverts par des portiques. Des canalisations de distribution d’eau en bois étaient installées sur les marges de la chaussée. L’ensemble étaient large de 11,20 mètres. Le long de la rue, des parcelles d’une largeur de 10,50 mètres s’engageaient en profondeur dans le cœur des îlots. Elles étaient occupées par des maisons.
Dans la partie centrale des îlots, un petit bâtiment a été construit dès le début du Ier siècle. Son orientation nord/sud laisse penser qu’il s’agit d’un sanctuaire. Il subsiste dans son plan jusque dans le courant du IIIe siècle.

### Les quartiers
Au cours de la première moitié du IIe siècle, des quartiers ont été ravagés par un incendie, ce qui a provoqué une importante  réorganisation de la ville. Des parcelles sont réunies afin d’y construire deux maisons de notables.
La plus vaste (au moins 30 × 45 m) a été construite sur de larges murs maçonnés et s’organisait autour d’une cour. La seconde est largement construite avec des matériaux légers, comme des cloisons en pans de bois, autour d’une petite cour à portique. Au cours d’une campagne de réfection des maçonneries, l’une des pièces est ornée d’une grande scène figurée comportant au moins une représentation impériale, signe d’attachement du propriétaire envers Rome, retrouvée en fouille.
Un nouvel incendie ravage le quartier dans le courant du IIIe siècle. L’espace est de nouveau occupé de manière plus sporadique mais les vestiges de l’occupation du Bas-Empire, au IVe siècle, ont largement été détruits par les activités postérieures.